# Xenosaurus grandis
El xenosaurio mayor (Xenosaurus grandis) es una especie de lagarto que pertenece a la familia Xenosauridae. Su área de distribución incluye Guatemala y el centrosur de México. Habita una gran variedad de ecosistemas que incluye vegetación xerófila, bosque húmedo tropical, bosque nuboso, bosque de encino y bosque tropical caducifolio, donde suele vivir en grietas de las rocas. Se encuentra comúnmente en terrenos y rocas volcánicas, así como en bosques secundarios o degradados.

## Clasificación y descripción
Es una lagartija de tamaño mediano, de máximo 129 mm de largo; la membrana nictitante forma una escama longitudinal en el ojo, posee una línea longitudinal de 3 a 5 escamas supraoculares hexagonales alargadas, una o más líneas paraventrales de tubérculos alargados, la parte dorsal es de color café oscuro o negro con líneas blancas, presenta una mancha en la nuca en forma de "V", vientre usualmente con puntos o líneas distintivas de color negro, ojos rojos.

## Distribución
La especie se distribuye desde el centro de Veracruz hasta el sur y este del estado por el centro de México en los estados de Puebla, Oaxaca y Chiapas hasta Guatemala.

## Hábitat
X. grandis se ha encontrado en roca caliza y suelo volcánico cubierto de bosque tropical perennifolio en cultivos de café, plátano y vegetación xerófila y mesófila.

## Estado de conservación
La población de la especie está en descenso y se considera actualmente como una especie vulnerable debido, en gran parte, al comercio internacional de mascotas, ya que todos los especímenes en el mercado de mascotas son tomados de la naturaleza. En la NOM-059-SEMARNAT está catalogada como una especie bajo protección especial.

## Subespecies
Se distinguen actualmente las siguientes subespecies, aunque algunas de ellas se encuentran bajo revisión taxonómica:
- Xenosaurus grandis arboreus Lynch & Smith, 1965
- Xenosaurus grandis grandis (Gray, 1856)
- Xenosaurus grandis sanmartinensis Werler & Shannon, 1961